# Giovanni Gazza
Dom Giovanni Gazza, SX (19 de julho de 1924 - 6 de dezembro de 1998) foi um bispo católico italiano.
Gazza entrou no noviciado nos Xaverianos em 1941 e fez sua profissão em 8 de setembro de 1942. Cursou o ensino médio e estudos teológicos em Parma (1942-1949). Foi consagrado sacerdote em 29 de junho de 1949. Após a ordenação, assumiu na Casa Mãe da congregação a administração da Imprensa e Propaganda. Entrou na universidade, mas não conseguiu se formar porque os superiores o designaram para as missões xaverianas no Brasil. Dom Giovanni serviu como Diretor do Centro Xaveriano de Ação Missionária (CSAM) em São Paulo (1957-1959), e depois como Reitor da primeira Escola Apostólica Xaveriana do Brasil (1959-1962) em Jaguapitã, Paraná.
Foi eleito pelo Papa João XXIII como primeiro prelado de Abaeté do Tocantins, no norte do Brasil, e bispo-titular de Circesium, em 12 de novembro de 1962.
Recebeu a ordenação episcopal em Aparecida em 8 de dezembro de 1962, em cerimônia conduzida por Dom Vicente Marchetti Zioni, bispo-auxiliar de São Paulo. Os principais co-consagradores foram D. Antônio Ferreira de Macedo, C.SS.R., bispo-auxiliar de São Paulo, D. José Melhado Campos, bispo de Lorena.
Como padre conciliar, Dom Giovanni participou de três sessões do Concílio Vaticano II. Permaneceu na prelazia até setembro de 1966.
Eleito em 3 de junho de 1966 como superior geral dos Padres Missionários Xaverianos, assumiu a Congregação em 13 de setembro de 1966. Foi reconfirmado em 18 de agosto de 1971, e a dirigiu até 1977.
O Papa João Paulo II o transferiu para a Diocese de Aversa, na província de Caserta, em 24 de novembro de 1980, cargo que ocupou até que por graves motivos de saúde, renunciou em 27 de março de 1993 e voltou para Parma, onde faleceu após vários anos muito doente.